# Governo di unità nazionale (Ungheria)
Il governo di unità nazionale (Nemzeti Összefogás Kormánya) fu il nome assunto dall'esecutivo magiaro durante l'occupazione del Regno d'Ungheria da parte tedesca tra l'ottobre 1944 e il maggio 1945. 
Questo governo, formato dal Partito delle Croci Frecciate, fu istituito il 17 ottobre 1944, dopo la deposizione di Miklós Horthy a seguito dell'operazione Panzerfaust (Unternehmen Eisenfaust). Ferenc Szálasi, a capo delle Croci Frecciate, divenne primo ministro e capo dello Stato ("Nemzetvezető" - Guida della Nazione o Duce). Durante il breve governo delle Croci Frecciate 10-15.000 ebrei vennero uccisi e altri 80.000, tra cui molte donne, bambini e anziani, furono deportati dall'Ungheria verso il campo di concentramento di Auschwitz. Il regime di Ferenc Szálasi, che intanto aveva abbandonato l'Ungheria, venne sciolto ufficialmente il 7 maggio 1945, un giorno prima della resa tedesca. Elementi fedeli al governo Szálasi continuarono a combattere lungo il fronte dell'Ungheria occidentale fino alla fine della guerra. Szálasi fu catturato dalle truppe americane a Mattsee, nei pressi di Salisburgo, il 6 maggio 1945. Il processo contro Szálasi, consegnato dagli alleati alle autorità ungheresi, e un primo gruppo di imputati (Gábor Vajna, Jenő Szöllösi, Sándor Csia, Jozsef Gera, Gábor Kemény, Karoly Beregfy) cominciò il 5 febbraio 1946. La corte, presieduta da Peter Jankó era composta dai rappresentanti dei principali partiti magiari.
La funzione di pubblico ministero era svolta da László Frank. Szálasi fu condannato a morte e impiccato il 12 marzo nel cortile del carcere di via Markó, a Budapest. Lo precedettero sul patibolo, quello stesso giorno, Gera, Beregfy e Vajna. Il 19 marzo toccò a Kemeny, Csia e Szöllösi.

## Composizione del Governo

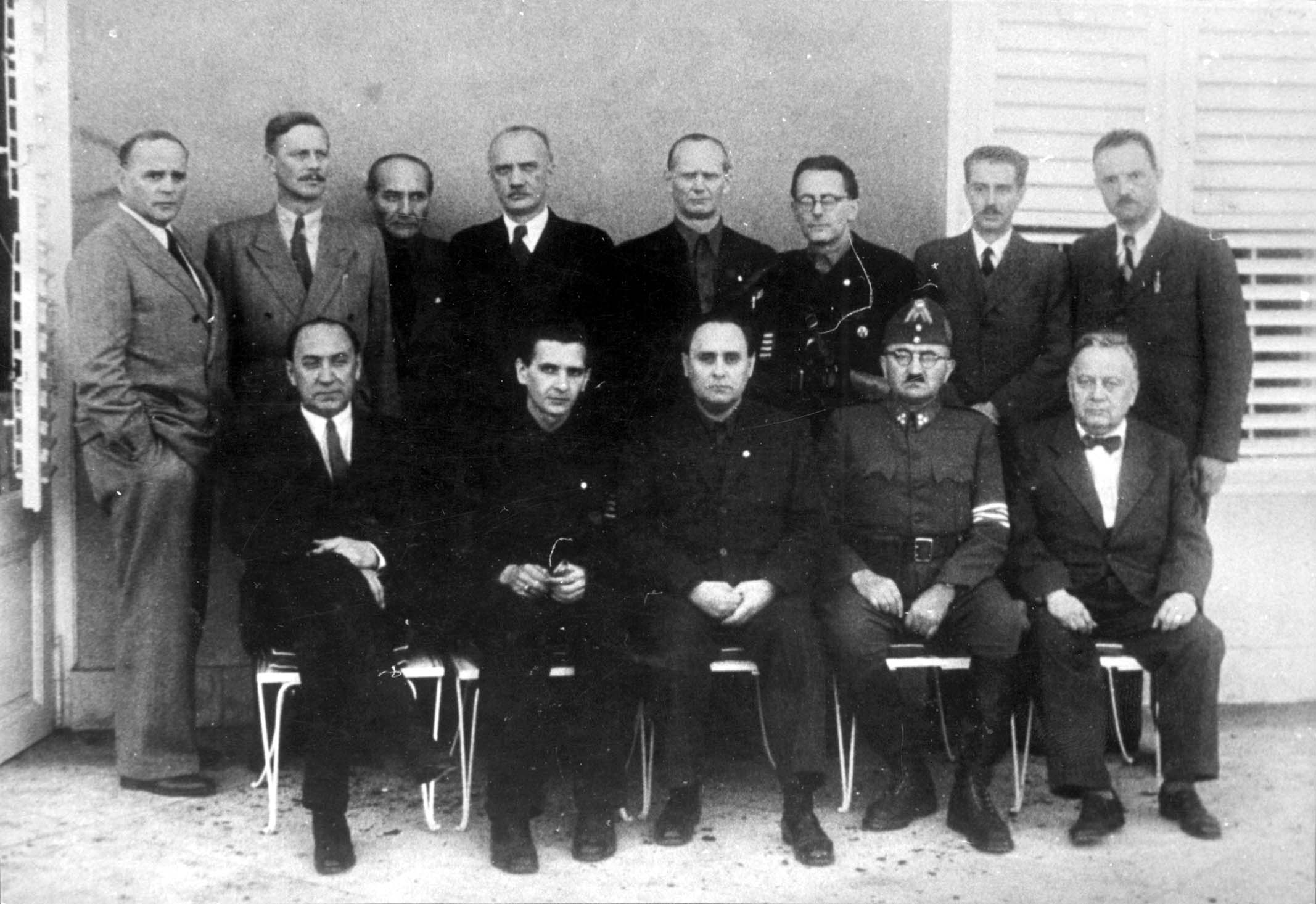
Szálasi (seduto al centro) e i suoi ministri.

- Ferenc Szálasi, Primo Ministro e Guida della Nazione ("Nemzetvezető")
- Jenő Szöllősi, Vice Primo Ministro
- Gábor Vajna, Ministro degli Interni
- Gábor Kemény, Ministro degli Esteri
- Lajos Reményi-Schneller, Ministro delle Finanze
- László Budinszky, Segretario alla Giustizia
- Károly Beregfy, Ministro della Difesa
- Ferenc Rajniss, Ministro della Pubblica Istruzione
- Fidél Pálffy, Segretario all'Agricoltura
- Lajos Szász, Segretario al Commercio e ai Trasporti
- Emil Szakváry, Segretario all'Industria
- Béla Jurcsek, Segretario alla Sanità Pubblica
- Emil Kovarcz, Ministro senza portafoglio incaricato alla Mobilitazione e all'Armamento della Nazione
- Ferenc Kassai-Schalmayer, Ministro senza portafoglio incaricato alla Difesa Nazionale e alla Propaganda
- Vilmos Hellebronth, Ministro senza portafoglio incaricato alla supervisione della produzione
- Árpád Henney, Ministro e delegato speciale presso il "Nemzetvezető", responsabile del gabinetto Szálasi